# 在日トリニダード・トバゴ人
在日トリニダード・トバゴ人（ざいにちトリニダード・トバゴじん）は、日本に一定期間在住するトリニダード・トバゴ国籍の人々である。

## 統計
日本の法務省の在留外国人統計によると、2023年12月末時点で在日トリニダード・トバゴ人は214人である。
在留資格別（3位まで）
| 順位 | 在留資格                 | 人数 |
| ---- | ------------------------ | ---- |
| 1    | 教育                     | 97   |
| 2    | 技術・人文知識・国際業務 | 52   |
| 3    | 永住者                   | 20   |

都道府県別（3位まで）
| 順位 | 都道府県 | 人数 |
| ---- | -------- | ---- |
| 1    | 東京     | 35   |
| 2    | 神奈川   | 16   |
| 3    | 兵庫     | 14   |

## 著名人
- シネイド・ジャック - バレーボール選手、2018年から2020年にかけてデンソーエアリービーズでプレー
- シルビオ・スパン - サッカー選手、2005年に横浜FCでプレー